# Роандола (Сибињ)
Роандола (рум. Roandola) насеље је у Румунији у округу Сибињ у општини Ласља. Oпштина се налази на надморској висини од 413 m.

## Становништво
Према подацима из 2002. године у насељу је живело 215 становника.

### Попис2002.
| Расподела становништва по националности 2002.‍ | Расподела становништва по националности 2002.‍ | Расподела становништва по националности 2002.‍ | Расподела становништва по националности 2002.‍ | Расподела становништва по националности 2002.‍ |
| --------------------------------------------- | --------------------------------------------- | --------------------------------------------- | --------------------------------------------- | --------------------------------------------- |
|                                               |                                               |                                               |                                               |                                               |
| Румуни                                        | Румуни                                        |                                               | 142                                           | 66,4%                                         |
| Мађари                                        | Мађари                                        |                                               | 8                                             | 3,7%                                          |
| Роми                                          | Роми                                          |                                               | 39                                            | 18,2%                                         |
| Немци                                         | Немци                                         |                                               | 25                                            | 11,7%                                         |